# Dysderina speculifera
Dysderina speculifera là một loài nhện trong họ Oonopidae.
Loài này thuộc chi Dysderina. Dysderina speculifera được Eugène Simon miêu tả năm 1907.